# Североамериканский звездочёт
Североамериканский звездочёт, или крапчатый звездочёт (лат. Astroscopus guttatus) — вид рыб из семейства звездочётовых (Uranoscopidae).
Длина тела составляет более 50 см, а масса — до 9 кг.
Вид распространён в западной части Атлантического океана у побережья США. Обитает на песчаном или галечном дне на глубине до 36 метров.
Питается преимущественно мелкой рыбой, а также кальмарами и крабами. Проплывающую мимо добычу поджидает, зарывшись в песок. Для защиты от врагов использует электрический ток. Электрические органы образованы из глазодвигательных мышц рыбы и расположены позади глаз.
Метание икры начинается в конце весны — начале лета. Яйца пелагические и поднимаются на поверхность воды.